# Marković Polje
Marković Polje – wieś w Bośni i Hercegowinie, w dystrykcie Brczko. W 2013 roku liczyła 370 mieszkańców, z czego większość stanowili Chorwaci.